# Shona McCallin
Shona McCallin (18 de maio de 1992) é uma jogadora de hóquei sobre a grama britânica que atuou pela seleção do Reino Unido, campeã olímpica em 2016.